# Chlosyne ismeria
Chlosyne ismeria är en fjärilsart som beskrevs av Jean Baptiste Boisduval 1833. Chlosyne ismeria ingår i släktet Chlosyne och familjen praktfjärilar. Inga underarter finns listade i Catalogue of Life.